# BM-Volvo BM 350
Le BM-Volvo BM 350 est un tracteur agricole produit par BM Volvo.
Il est construit à environ 40 000 exemplaires entre 1959 et 1969.

## Historique
Dans les années 1960, les agriculteurs peuvent acheter un tracteur à prix assez réduit, mais dont la fiabilité et la longévité ne sont pas assurées. Ils peuvent également s'équiper avec des matériels plus chers car pourvus de nombreux équipements pas forcément indispensables. BM-Volvo choisit une troisième voie en proposant des engins peu sophistiqués, pas forcément très bon marché mais d'une robustesse à toute épreuve.
Le BM-Volvo BM 350 s'inscrit dans cette lignée et à juste titre semble-t-il puisqu'il en est fabriqué 40 000 exemplaires environ entre 1959 et 1969 dont 28 439 vendus en France et qu'il est le premier succès commercial du constructeur suédois.
En 1963 la puissance de son moteur passe de 56  à   60 ch SAE.

## Caractéristiques

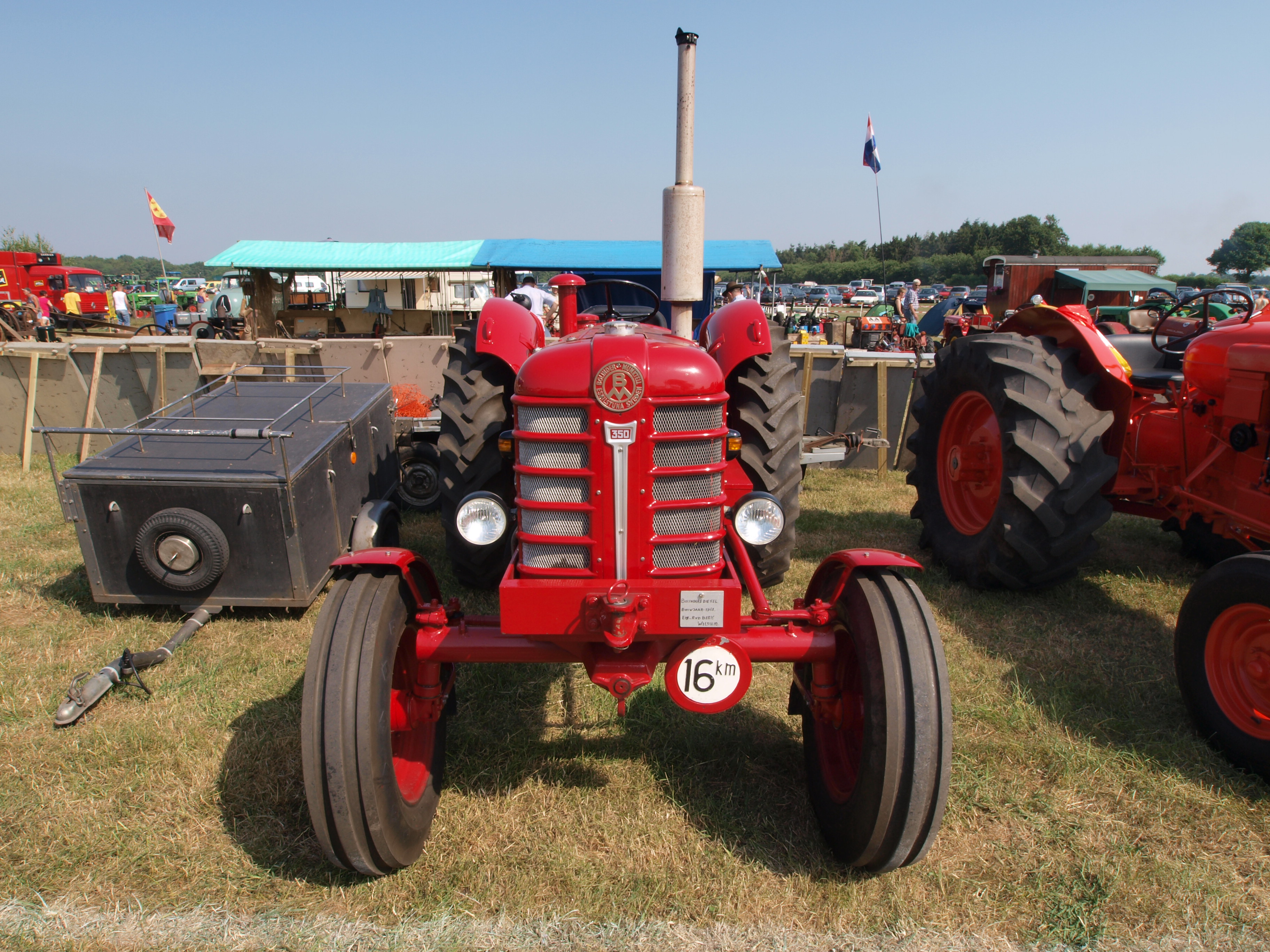
BM-Volvo BM 350 (face avant).

Le moteur Diesel à injection directe du 350 comporte trois cylindres (alésage de 111,12 mm pour une course de 130 mm) en ligne d'une cylindrée totale de 3 780 cm3. Sur les derniers tracteurs produits, la puissance maximale développée à 1 800 tr/min est de 56 ch DIN. Son démarrage par temps froid est facilité par la puissance de son démarreur électrique (4 ch).
La boîte de vitesses, au schéma simple, comporte cinq rapports avant non synchronisés et un rapport arrière, disponibles sur deux gammes différentes.
Le BM 350 est équipé à l'arrière d'une prise de force proportionnelle à l'avancement ou, en option, tournant au régime normalisé de 540 tr/min. Une seconde prise de force peut être installée à l'avant, tournant au même régime que le moteur. Le tracteur possède un relevage hydraulique qui, depuis 1961, est doté d'un système de contrôle basique.
La masse à vide en ordre de marche est de 2 730 kg.
La conduite du tracteur est facile et peu fatigante, même si le volant est légèrement décentré sur la droite.